# Пижик (птах)
Пижик (Brachyramphus) — рід морських птахів родини алькових (Alcidae). Містить три види.

## Поширення
Пижики поширені вздовж субарктичного північно-тихоокеанського узбережжя Азії та Північної Америки. На відміну від інших алькових, що гніздяться біля моря, пижики облаштовують гнізда на певній відстані від берегової лінії, інколи до 30 км.

## Види
- Пижик довгодзьобий (Brachyramphus marmoratus)
- Пижик охотський[2] (Brachyramphus perdix)
- Пижик короткодзьобий (Brachyramphus brevirostris)

B. perdix вважався підвидом B. marmoratus до генетичного молекулярного аналізу, який зроблений у 1998 році.
Викопні види
- Brachyramphus dunkeli Chandler, 1990 (пліоцен, Каліфорнія)
- Brachyramphus pliocenus Howard, 1949 (пліоцен, Каліфорнія)